# Büdingen (Adelsgeschlecht)
Die Herren von Büdingen waren ein mittelalterliches Adelsgeschlecht in der östlichen Wetterau. Ihre größte Bedeutung erlangten sie als Gefolgsleute der Staufer mit der Gründung der Pfalz Gelnhausen und der Kontrolle über den Reichsforst Büdinger Wald. Ähnlich wie die edelfreien Herren von Münzenberg nahmen die Büdinger damit eine bedeutende Verwaltungsfunktion für das staufische Königtum in der Region ein. Zahlreiche Burgen wurden von ihnen zum Schutz des Territoriums gegründet. Stammsitz war seit dieser Zeit das heutige Büdinger Schloss. Als sie 1240/41 im Mannesstamm ausstarben, traten die Isenburger nach einem längeren Kampf um das Erbe zu großen Teilen ihre Nachfolge an.

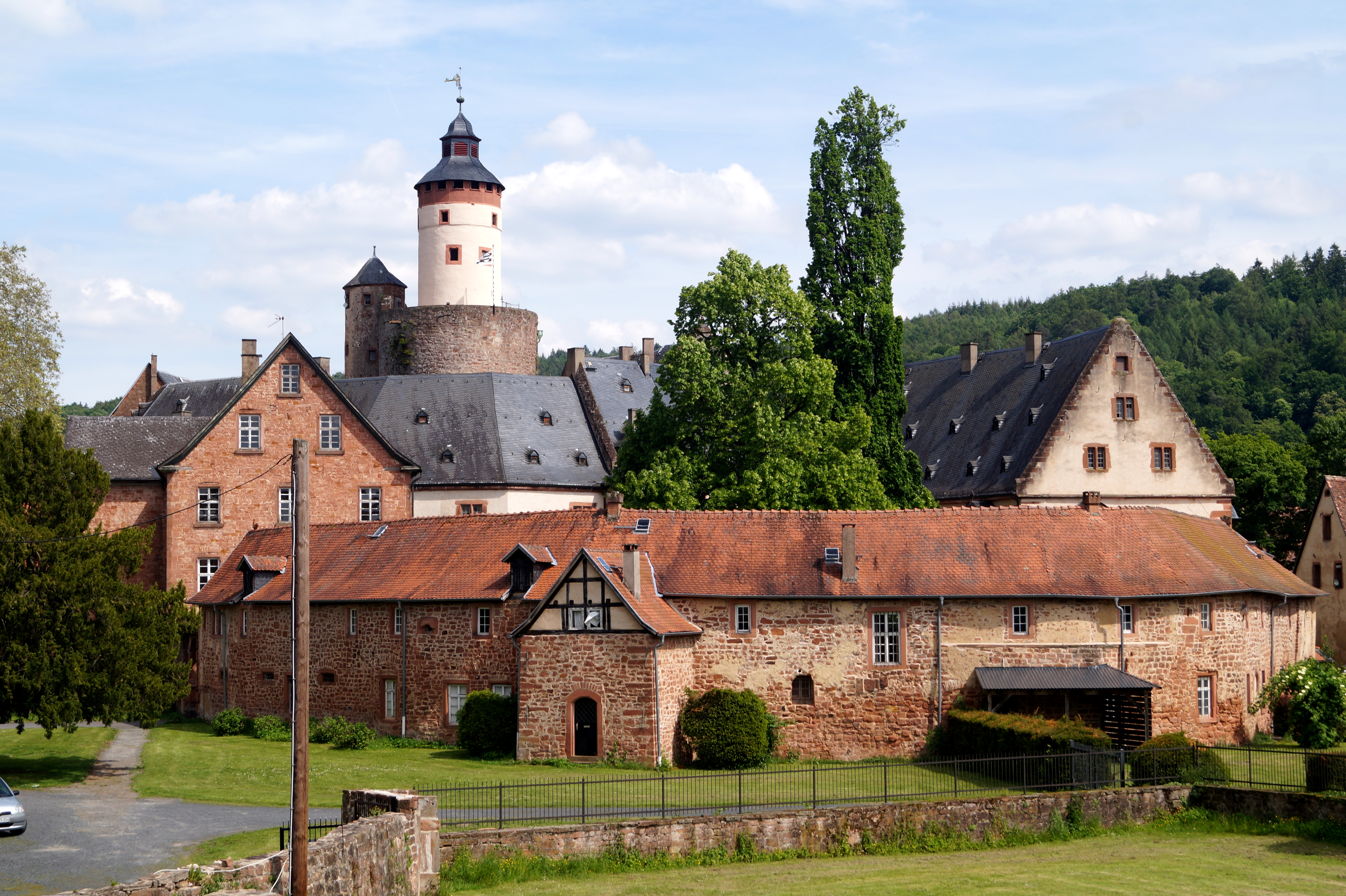
Das Büdinger Schloss wurde ursprünglich von den Herren von Büdingen erbaut und bildete den Mittelpunkt der Herrschaft.

## Geschichte

### Herkunft
Der älteste erhaltene Beleg für ein edelfreies Geschlecht mit der Herkunftsbezeichnung de Budingen ist eine Urkunde des Mainzer Erzbischofs Adalbert I. von 1131, in der mit diesem Ortszusatz die Brüder „Gerlach“ und „Ortwin“ als Zeugen genannt werden. Vermutlich war die Familie schon wesentlich länger in der Region begütert. Denn zuvor ist – ohne beigefügten Ort – in zahlreichen älteren, bis ins 9. Jahrhundert reichenden Urkunden der Abtei Fulda unter den Edelfreien der Name „Hartmann“ verzeichnet. Er ist bei den Büdingern häufig, ansonsten in der Region selten belegt. Zusammen mit einer Konzentration des weitgehend deckungsgleichen Familienbesitzes in der südlichen Wetterau spricht dies für einen Familienzusammenhang. Die „Hartmanne“ sind seit dem späten 9. Jahrhundert mit Besitz um den Glauberg, Florstadt und Büdingen fassbar, der vermutlich aus dem Königsgut stammte. Die Büdinger St.-Remigius-Kirche wird als frühe Eigenkirche dieser Hartmann-Familie gedeutet.

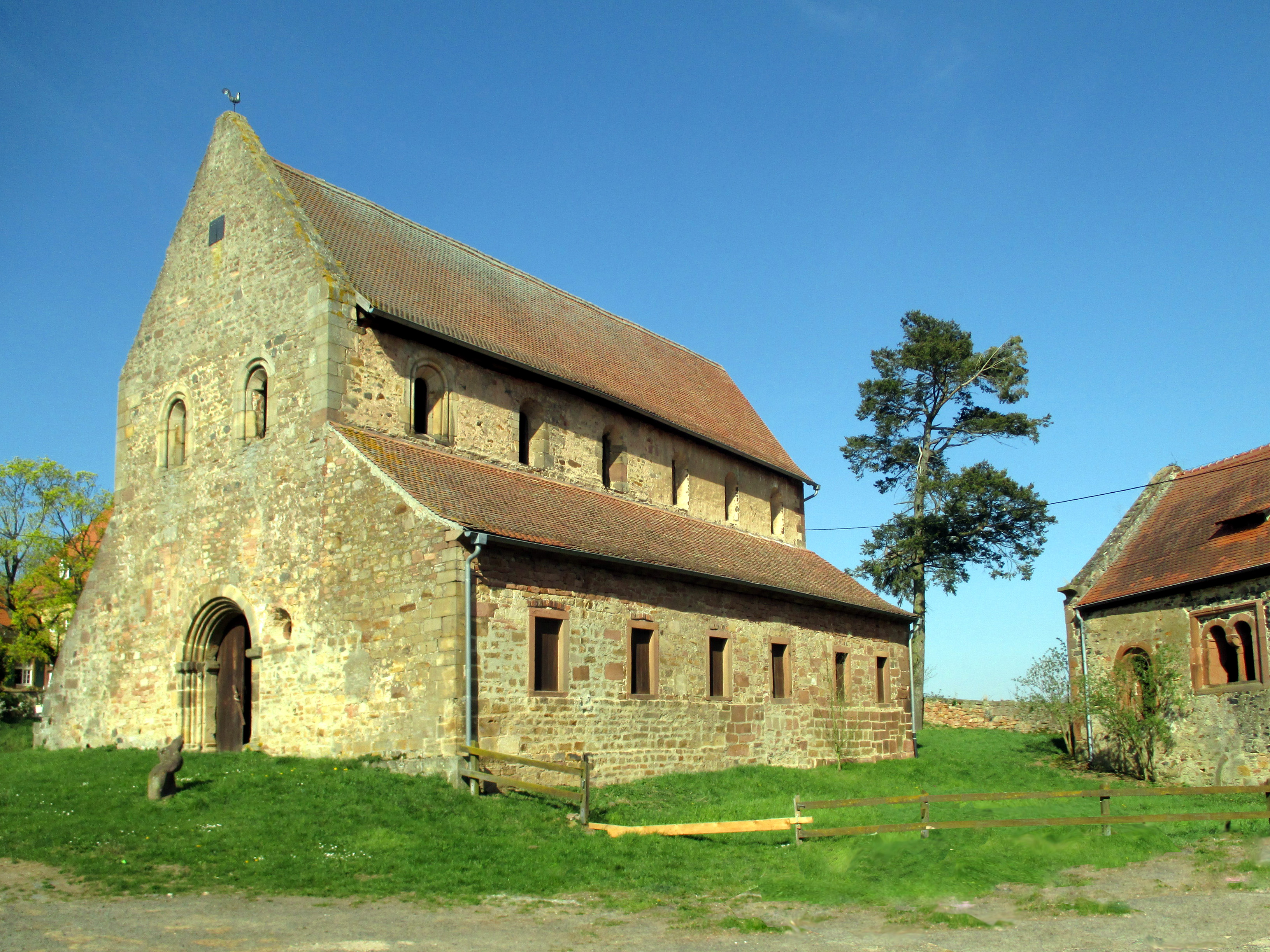
Kloster Konradsdorf entstand als Stiftung der Büdinger an Stelle einer früheren Burganlage über der Nidder.

Gerlach I. erscheint nochmals 1147 in einem päpstlichen Privileg für das Kloster Ilbenstadt. Die prominente Nennung noch vor dem Grafen Berthold von Nürings lässt vermuten, dass er an Schenkungen an das Kloster beteiligt war. Die Stiftung eines Klosters auf dem eigenen Hausgut erfolgte wahrscheinlich bald darauf mit dem Kloster Konradsdorf. Dies deckt sich mit archäologischen Befunden. Grabungen der späten 1980er Jahre führten zur Entdeckung einer kleinen steinernen Turmburg innerhalb des dortigen Klostergeländes, die vom 10. bis zur Mitte des 12. Jahrhunderts bestand.
Gerlachs Bruder Ortwin trägt in einer Urkunde des Jahres 1145 nicht mehr die Ortsherkunft Büdingen, vielmehr heißt es dort: „Gerlavs de Budingen et frater eius Ortwinus“ („Gerlach von Büdingen und dessen Bruder Ortwin“). Jedoch erscheint 1156 eine abgewandelte Namensform als „Wortwin von Staden“. Ob dieser identisch ist mit dem etwa zur gleichen Zeit belegten Wortwin von Steden, dem Inhaber der Burg Homburg, ist nicht bekannt. Im Jahr 1156 trug Wortwin von Staden zusammen mit seiner Frau Hedwig seine auf eigenem Grund neu erbaute Burg Staden dem Abt von Fulda zu Lehen auf. Dies geschah offensichtlich nicht nur wegen der Nähe der Burg zur Fuldischen Mark. Es zeigt sich auch hier – wie im Falle der Hartmanne – eine Nähe zur Abtei Fulda: Als Gerichtsorte für Streitfälle werden mit Umstadt und Höchst ebenfalls fuldische Besitzungen erwähnt.
Auf Ortwin ist vermutlich auch die Gründung weiterer Burgen zurückzuführen, darunter Ortenberg in Sichtweite des Klosters Konradsdorf, wo sich 1166 dessen vermutlicher Sohn als „Werner von Ortenberg“ bezeichnete. Die Verbindung zwischen Staden und Ortenberg wird dadurch bestärkt, dass sich zwischen 1176 und 1189 ein „Heinrich“ abwechselnd „von Staden“ und „von Ortenberg“ nannte. Auf welche Weise diese neuen Burggründungen wieder in den Besitz der in Büdingen ansässigen Hauptlinie wechselten, kann nicht nachvollzogen werden. Vermutlich stammten von der Ortenberger Linie die Herren von Lißberg ab, die sich die nahe Ortenberg gelegene Burg Lißberg erbauten.

### Aufstieg unter den Staufern
Gerlachs Sohn, Hartmann von Büdingen, ist seit 1166 etwa dreißigmal in Urkunden nachgewiesen, darunter häufig in der Umgebung Kaiser Friedrichs I. Hartmann nahm an den Hoftagen von Gelnhausen 1180 und Mainz 1184 teil. Ebenso suchte er die Nähe der Mainzer Erzbischöfe Konrad I. von Wittelsbach und Christian I. von Buch. Unter Heinrich VI. nahm dies noch zu: Hartmann begleitete den König auf Zügen durch das mittlere Deutschland und auf dem Italienzug 1194. Bereits während dieser Zeit trat im Gefolge Erzbischof Konrads ein weiterer Hartmann, in einzelnen Urkunden auch „Hermann“ auf, zunächst in Erfurt mit seinem Sohn Gerlach (II.). Nach dem Hoftag von 1195 in Gelnhausen sind beide Hartmann urkundlich nicht mehr nachweisbar, möglicherweise sind sie dem Aufruf zum Kreuzzug gefolgt. Gerlach II. trat stattdessen 1207 selbstständig auf.
Die Nähe zu den Staufern zahlte sich für die Herren von Büdingen in Form eines bedeutenden Machtzuwachses aus. Die staufische Politik in der Wetterau umfasste neben der Gründung von Städten und Pfalzen (Friedberg, Wetzlar, Gelnhausen) auch die Verwaltung durch mächtige Reichsministerialen. Als Gegenstück zum Einflussbereich der Herren von Hagen-Münzenberg in der nördlichen Wetterau und über den Wildbann Dreieich kann ein annähernd gleichrangiger Komplex der Herren von Büdingen mit Kern um die Pfalz Gelnhausen und den dazugehörigen Büdinger Wald gelten. Auf die dominierende Rolle der Büdinger Burg in der Verwaltung der Pfalz verweist neben der Benennung des zugehörigen Reichswaldes auch die bauliche Ausführung als Wasserburg, deren romanischer Kern sich architektonisch eng an Gelnhausen anlehnt. Als Bauherr gilt Hartmann I., der wahrscheinlich auch den Bau der Pfalz organisierte und überwachte. Mit Münzenberg hat die Büdinger Burg einen weitgehend baugleichen zweiteiligen Palas gemein, bestehend aus einem Kellergeschoss und zwei Stockwerken, dessen Räume über eine Außentreppe zu erreichen waren. Die eng auf den Reichsforst bezogene Funktion der Büdinger Burg wird noch im Weisthum über den Büdinger Wald aus dem Jahr 1380 deutlich.
Kern der Herrschaft war das Burgendreieck Büdingen–Ortenberg–Staden, von dort aus kontrollierten die Edelfreien von Büdingen den Wildbannbezirk. Bis zum Ende des 12. Jahrhunderts kamen die Burgen Wächtersbach, Birstein und Burgbracht hinzu, die vermutlich von Burgmannen besetzt waren und die Süd- und Ostseite des Reichsforstes sicherten.
Unter Gerlach II. erreichten die Büdinger im Gefolge der Staufer den Höhepunkt ihrer Macht. Das Burggrafenamt in der Pfalz Gelnhausen, die Vogteirechte im Büdinger Wald, Hoheit über die Rechtsprechung der umliegenden Reichsgerichte und das direkte Verhältnis zum Herrscher ließen ihn an der Spitze der regionalen Adligen erscheinen. Dies zeigt sich in reichsstädtischen Gelnhausener Urkunden, in denen er vor dem Schultheißen genannt wird. In der Wetterau nahm er die Funktion der späteren Reichslandvögte wahr, was sich etwa 1219 in einem gemeinsamen Auftreten mit dem Frankfurter Stadtschultheißen und dem Friedberger Burggrafen bei einem Rechtsakt zeigte. Auf Gerlach II. wird zumeist auch die Errichtung der Burg Ronneburg zurückgeführt. Im staufisch-welfischen Thronstreit unterstützte er Philipp von Schwaben, trat aber nach dessen Ermordung zu dem Welfen Otto IV. über, den er 1209 nach Italien begleitete. Als der Staufer Friedrich II. 1212 zur Königswahl nach Deutschland kam, wandte sich Gerlach ihm und seinem Sohn Heinrich VII. zu. Nach Heinrichs Königswahl 1220 in Frankfurt erschien Gerlach in dessen Beraterkreis. Er begleitete Heinrich 1226 und 1232 nach Italien. Nach dem Mainzer Hoftag von 1235 scheint sich Gerlach vom Königshof gelöst zu haben. Zu Konrad IV. sind keine Bezüge erkennbar.

### Aussterben und Erbschaft
Ebenso wie der Aufstieg verlief auch der Niedergang und das Aussterben der Herren von Büdingen parallel zur Entwicklung der staufischen Macht. Ein Angriff der antistaufischen Partei auf die Wetterauer Besitzungen im Herbst 1241 dürfte auch die Burgen in Staden, Ortenberg und Büdingen betroffen haben. Ob Gerlach II. dies noch erlebt hat, ist unsicher. Er wird letztmals in einer Urkunde vom 20. September 1240 erwähnt. Da er aus seiner Ehe mit Mechthild von Ziegenhain keine männlichen Nachkommen hatte, fiel das Haupterbe zunächst an seine vier Schwiegersöhne, die in der Auseinandersetzung mit den Staufern auf verschiedenen Seiten standen. Dies waren:
- Konrad von Hohenlohe, verheiratet mit der ältesten Tochter, Petrissa,
- Eberhard von Breuberg, verheiratet mit Mechthild,
- Albert von Trimberg, verheiratet mit Liutgard, und
- Rosemann von Kempenich, verheiratet mit einer namentlich unbekannten Tochter Gerlachs II.

An der Erbschaft war als fünfte Partei das seit 1220 in der Wetterau (u. a. Ganerbschaft der Burg Cleeberg) begüterte Haus Isenburg beteiligt. 1258 erschien Ludwig von Isenburg († um 1304) zusammen mit den vier Schwiegersöhnen Gerlachs in einer Urkunde. Auf welche Weise Ludwig in diesen Besitz gelangte, ist nicht sicher zu ermitteln. Er könnte es durch eine Verwandtschaft mütterlicherseits mit Gerlach II. oder über die Ortenberger Linie erhalten haben, teilweise wird auch vermutet, dass seine Frau Heilwig eine Tochter Gerlachs II. aus einer zweiten Ehe war.
Zunächst überließ Rosemann von Kempenich, der aus einer Isenburger Seitenlinie stammte und in Ortenberg kurzzeitig Münzen prägen ließ, seinen Anteil den Breubergern. Die Isenburger konnten jeweils das Aussterben der Breuberger (1323) und den Rückzug der Herren von Hohenlohe-Brauneck (1272–1314) aus der Region zu ihren Gunsten nutzen. Kerngebiet der Büdinger Herrschaft waren die gemeinsam als Ganerbschaft verwalteten Rechte am Büdinger Wald und die Pfalz Gelnhausen. Daran waren seit 1324 nur noch Isenburg und Trimberg je hälftig beteiligt. Der beispiellose Niedergang der Trimberger in Folge einer missglückten Territorialbildung mit nachfolgendem Ausverkauf des Besitzes begünstigte wiederum Isenburg, wobei sich Nachbarn wie Hanau (Ortenberg, Gericht Haßlau) und Eppstein ebenfalls kleinere Teile sichern konnten. Als Folge dieser Ereignisse gelang es den Isenburgern bis 1376, den – wenn auch insgesamt geschmälerten – Besitz der Büdinger an sich zu bringen.

## Angehörige
- Gerlach I. von Büdingen (erwähnt zwischen 1131 und 1147)
- (W)Ortwin von Staden (erwähnt 1131–1156)
- Hartmann I. von Büdingen (erwähnt 1166–1195)
- Hermann oder Hartmann II. von Büdingen (erwähnt 1195 – ca. 1200)
- Gerlach II. von Büdingen (erwähnt 1207 – vor 1247)

## Wappen
Ein Wappen der Herren von Büdingen ist aufgrund der dürftigen Quellenlage nicht bekannt. Vereinzelt wurde versucht, aus der Farbänderung des Isenburger Wappens (zunächst rote, bei den Wetterauer Linien schwarze Balken in Silber) auf ein Büdinger Wappen zu schließen. Gelegentlich wird ein goldener Löwe auf blauem Schild als „Büdinger Löwe“ bezeichnet, doch hat sich auch diese Zuordnung als falsch erwiesen. Anton von Isenburg ließ sich diesen Löwen als Wappenvermehrung 1547 von Kaiser Karl V. verleihen. Es handelte sich ursprünglich um das Wappen der Grafen von Schwarzburg, das Anton durch Verwandtschaft zu den Grafen von Hardegg und den Herren von Hohenlohe-Brauneck zu führen berechtigt war. Weiterhin mag die Namensähnlichkeit zur nahe bei Büdingen gelegenen Burg Hardeck eine Rolle gespielt haben. Die frühen Besitzer dieser Burg sind aber nicht sicher bekannt und die Zuweisung des Löwen an die Edelfreien von Büdingen ist eindeutig ein späteres Konstrukt.